# Яремчук Любомир Антонович
Любомир Антонович Яремчук (нар. 15 серпня 1954, Судова Вишня) — український скульптор.

## Біографія
Народився 15 серпня 1954 року в Судовій Вишні. Закінчив відділ художньої кераміки Львівського училища прикладного мистецтва імені Івана Труша (1973), Львівський державний інститут прикладного і декоративного мистецтва (1978). Лауреат Обласної премії імені О. Гаврилюка. Член Національної спілки художників України (1984). Деякий час завідував секцією скульптури Львівської організації Спілки художників. Член утвореного 1989 року Клубу українських митців. Заслужений художник України (1999). Працює в галузі станкової та монументальної скульптури.

## Роботи
- «9 січня 1905 року» (1979, тонований гіпс, 65×88×59)[6].
- «Промова в жовтневу ніч» (1980, штучний граніт, 90×220×87)[6].
- «Мікеланджело» (1980).
- «Вогнеборці» (1982, тонований гіпс, 109×67×20).[7]
- «Голос барикад» (1982, тонований гіпс, 73×93×39).[8]
- «Жайворонки» (1982, тонований гіпс, 90×71×50, власність автора).[9]
- «Атака» (1983, тонований гіпс, 90×60×14).[10]
- «Лихоліття» (1985, тонований пластик, 104×60×100).[11]
- «Іван Вишенський» (1986, тонований пластик, 196×63×60, власність автора).[12]
- «Беззаконня» (не пізніше 1989).[5]
- Пам'ятник Ярославу Осмомислу у Володимирі-Волинському (1988, співавтор — архітектор Андрій Микита)[13].
- Пам'ятник на могилі Станіслава Людкевича на Личаківському цвинтарі (1989, співавтори Ярослав Скакун, Микола Посікіра)[14][15].
- Пам'ятник на могилі Володимира Івасюка на Личаківському цвинтарі, поле № 22 (1990, співавтор Микола Посікіра)[14][15].
- Скульптура Івана Франка у фойє Наукової бібліотеки ЛНУ імені Івана Франка, що на вулиці Драгоманова, 5 у Львові (1990)[16].
- Пам'ятник Тарасові Шевченку в Моршині (1991, співавтори скульптор Микола Посікіра, архітектор Василь Каменщик)[17].
- Пам'ятник Тарасові Шевченку в Задвір'ї (1991, співавтори скульптори Микола Посікіра, Любомир Юрчук, архітектор Михайло Федик)[17].
- Пам'ятник Петру Сагайдачному в с. Кульчиці (1992, співавтори скульптор Микола Посікіра, архітектор Михайло Федик)[18].
- Пам'ятник Тарасові Шевченку в Бережанах (1992, у співавторстві).
- Пам'ятник Тарасові Шевченку в Оброшині (1993, співавтори скульптори Микола Посікіра, Володимир Римар, архітектор Михайло Федик)[17].
- Пам'ятник Степану Бандері в Старому Угринові (1992, у співавторстві).
- Пам'ятник на могилі Ярослава Годиша на Личаківському цвинтарі (1994, співавтори скульптор Микола Посікіра, архітектор Василь Каменщик)[14].
- пам'ятник Михайлові Грушевському у Львові (1994, у співавторстві).
- Пам'ятник Тарасові Шевченку в Мостиськах (1994, у співавторстві).
- Пам'ятник Тарасові Шевченку в П'ятничанах (1995, співавтори скульптор Микола Посікіра, архітектор Михайло Федик)[17].
- Пам'ятник Іванові Франку в Івано-Франківську. Відкритий 26 серпня 1995 року. Співавтори скульптор Микола Посікіра та архітектор Василь Каменщик.[19]
- Пам'ятник Іванові Франку у Відні. Відкритий 28 травня 1999 року. Архітектори Василь Каменщик та Володимир Турецький.[20]
- Пам'ятник Степану Бандері у Дрогобичі (2001, бронза).[21]
- Пам'ятник Тарасові Шевченку в Коростові (2001, архітектор Василь Каменщик)[17].
- Пам'ятник на могилі патріарха УАПЦ Димитрія (Яреми) поруч із церквою Петра і Павла у Львові (2004, архітектор Василь Каменщик).
- «… Як тая мати молодая» (2007, мармур, 30×27×10).[22]
- «Зранене серце» (2009, мармур, 26×26×12).[23]
- «Лісове озеро» (2010, дерево, мармур, 35).[24]
- «Весняна феєрія» (2010, камінь, 85×30).[25]

Меморіальні таблиці
- Меморіальна таблиця Іванові Франку на колишній гімназії у Дрогобичі (1976, архітектор Євген Хомик)[26].
- Меморіальна таблиця Іванові Франку на фасаді Народного дому в Судовій Вишні (1990)[27].
- Меморіальна таблиця Іванові Франку на фасаді будівлі Наукової бібліотеки ЛНУ імені Івана Франка, що на вулиці Драгоманова, 5 у Львові(1990)[16].
- Меморіальна таблиця Лесі Українці у Відні, відкрита 25 лютого 1999 року[20].
- Меморіальна таблиця Костянтині Малицькій відкрита 29 вересня 2009 року на фасаді кафедри теоретичної фізики фізичного факультету ЛНУ імені Івана Франка, що на вул. Драгоманова, 12 у Львові (співавтор — архітектор Василь Каменщик)[16].
- Меморіальна таблиця Ользі Басараб відкрита 1999 року на фасаді будівлі колишньої польської в'язниці, що на вулиця Академіка Кучера, 3/5 (співавтор — архітектор Василь Каменщик)[28].
- Меморіальна таблиця Тадею Дмитрасевичу відкрита 29 травня 2016 року в Судововишнянській школі, Мостиського району, Львівської області[29].